# Grabstele der Hegeso

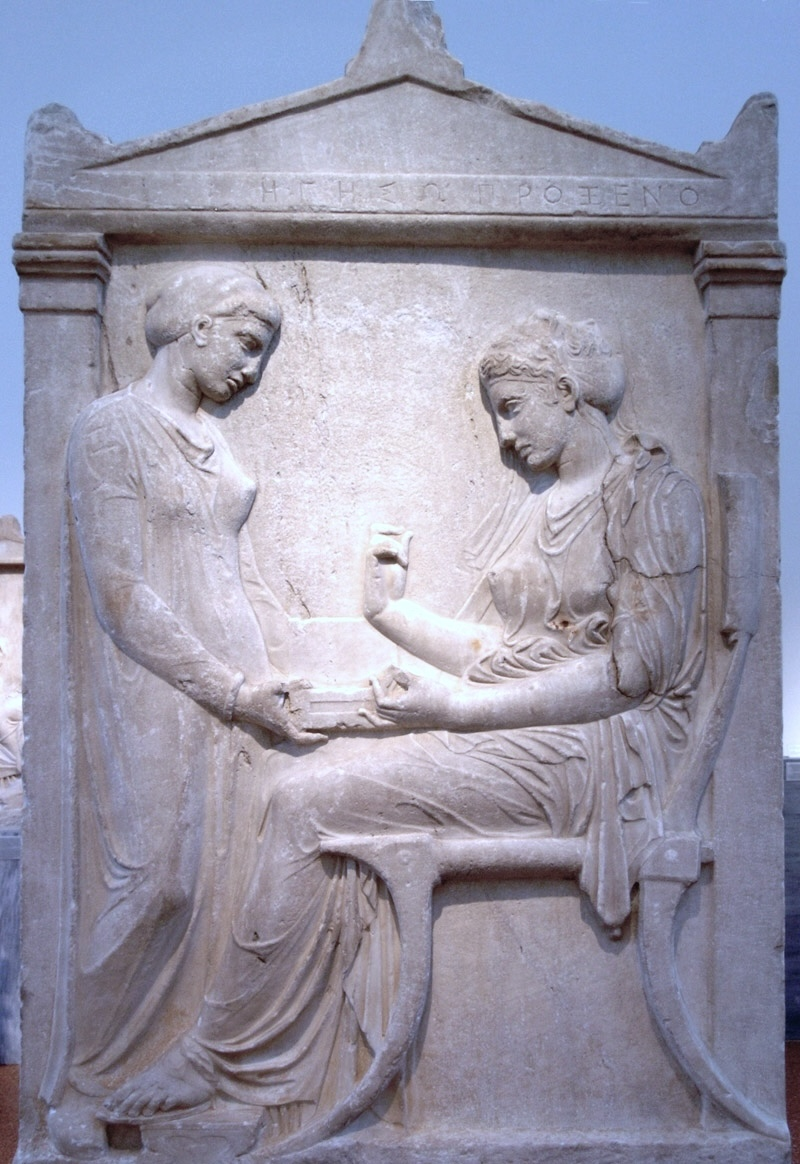
Grabstele der Hegeso im Archäologischen Nationalmuseum.

Die Grabstele der Hegeso ist ein antikes griechisches Relief der Hochklassik aus Athen. Das Artefakt vom Ende des 5. Jahrhunderts v. Chr. wurde im Grabbezirk des Koroibos auf dem Kerameikos gefunden. Es gilt als eines der bekanntesten und herausragendsten Stücke seiner Art. Heute befindet es sich im Athener Archäologischen Nationalmuseum.
Die Grabstele hat die Form eines Naïskos, der aus zwei seitlichen Pilastern und einem Pediment gebildet wird. Das Pediment ist mit einer zentralen Akroter-Palmette geschmückt, die den höchsten Punkt des Reliefs markiert. An den Seiten sind zwei weitere florale Akroter-Figuren angebracht. Das zentrale Motiv ist die Darstellung der verstorbenen, entspannt auf einem Klismos sitzenden Hegeso. Ihre Füße stecken in Sandalen, deren Riemen aufgemalt waren, und ruhen auf einer Fußbank. Hegeso trägt einen Chiton und ein dünnes Himation. Auf dem Kopf trägt sie einen durchsichtigen Kopfschmuck aus drei Bändern, die welligen Locken sind nach hinten zusammengefasst, hochgenommen und von einem Haarnetz bedeckt. Zwischen den Fingern der linken und der rechten Hand hält sie eine Kette oder ein Band, das vormals aufgemalt war, heute aber nicht mehr erhalten ist. Hegeso gegenüber, auf der linken Seite des Bildes, steht eine kleiner als Hegeso dargestellte Dienerin. Sie trägt ein „barbarisches“ Ärmelgewand und kann somit wohl als Sklavin angesprochen werden. Mit ihrer rechten Hand reicht sie ihrer Herrin ein eckiges Schmuckkästchen, dem Hegeso soeben den Gegenstand zwischen ihren Fingern entnommen hat, und ist ihrer Herrin bei der Schmuckauswahl behilflich. Das Haar der Dienerin steckt zur Gänze unter einer Haube, ihre Schuhe sind geschlossen.

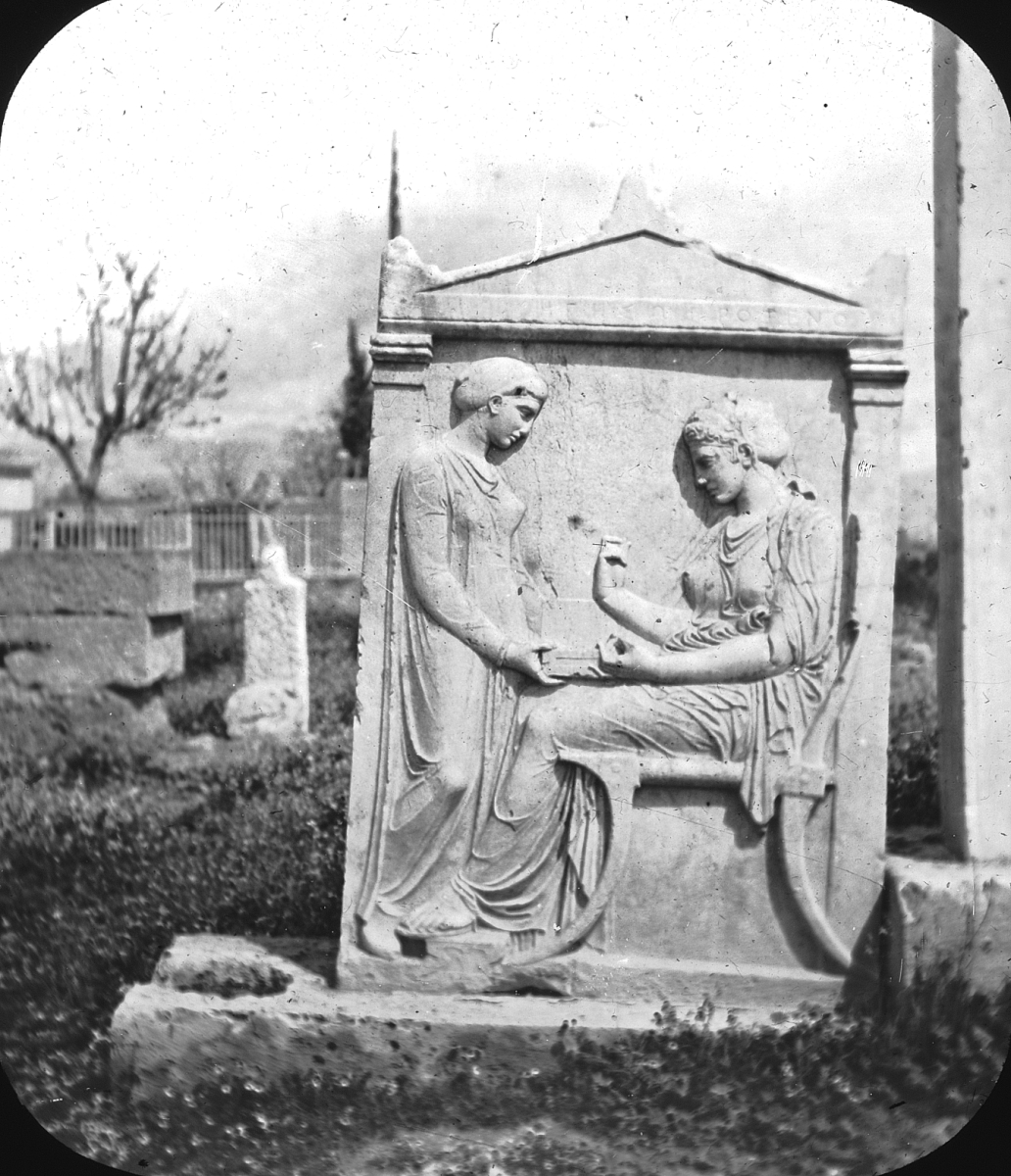
Ehemalige Aufstellung der Original-Statue auf dem Kerameikos.

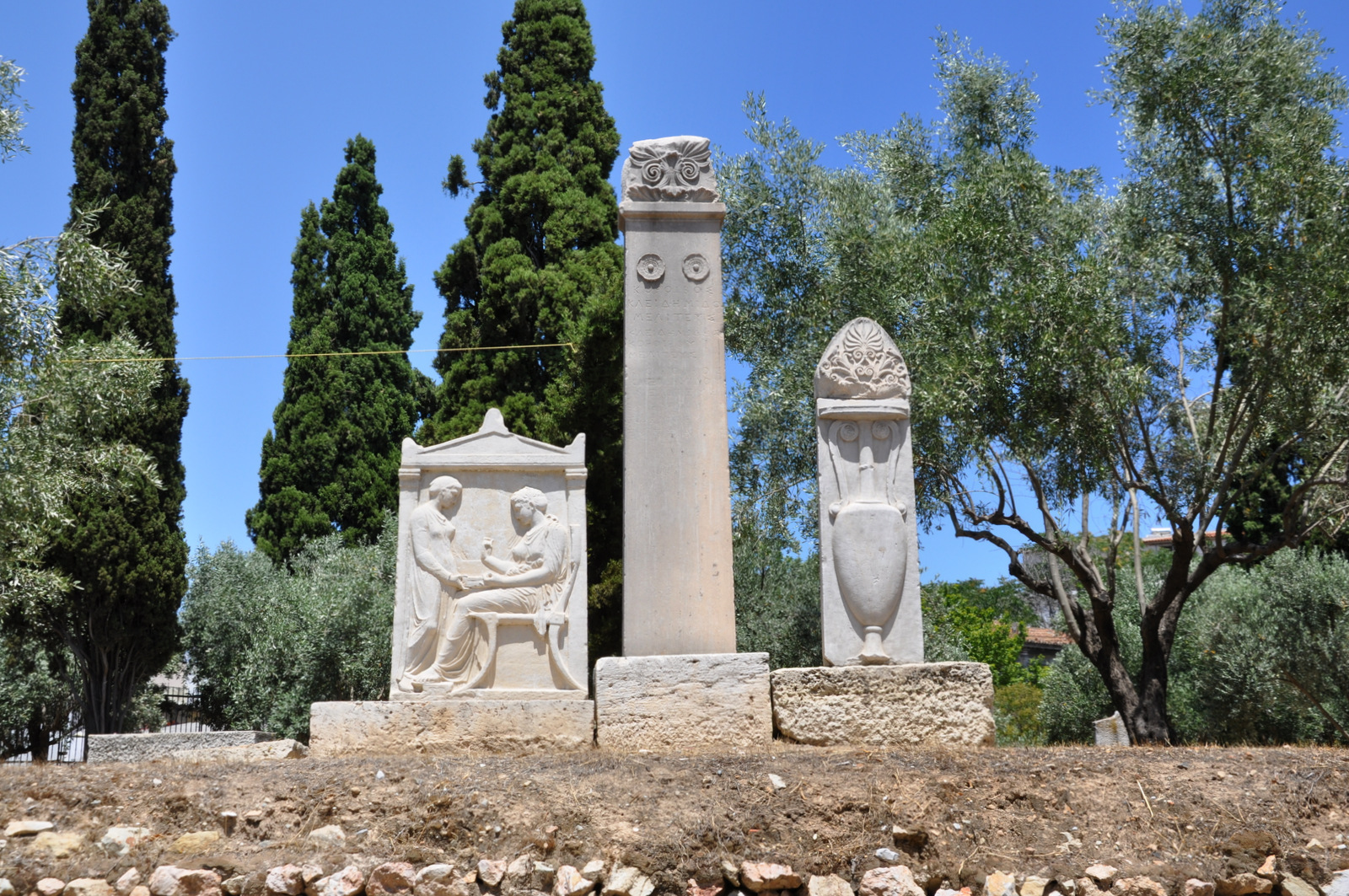
Heutige Aufstellung der Kopie im Grabbezirk des Koroibos.

Das Relief gilt als herausragendes Meisterwerk. Die innere Perspektive, die Spiritualität, ist ebenso feinfühlig herausgearbeitet wie die äußeren Kunstfertigkeiten, die sich etwa in der feinen Ausarbeitung der Gewandfalten oder der Bogenführungen des Stuhls zeigen. Das Relief wird einem herausragenden Meister seines Faches zugeschrieben, wahrscheinlich handelt es sich um eine Arbeit des Bildhauers Kallimachos oder eines seiner Schüler. Nichts in der Arbeit erinnert an den Tod. Gezeigt wird hingegen eine typische häusliche Szene, das vertraute Miteinander von Herrin und Dienerin. Die zur Schau gestellte Ausstattung bezeugt den Reichtum der Familie, der sittsame, normgerechte Habitus zeigt das erwartete Verhalten einer attischen Hausfrau aus guter Familie. Eine andere Interpretation geht davon aus, dass das Bild im übertragenen Sinne den Besuch am Grab zeigt, bei dem der Verstorbenen Geschenke gebracht wurden. Wahrscheinlich repräsentiert das Grabdenkmal auch die anderen verstorbenen Frauen der Familie, die dort bestattet wurden. Das Relief ist fast ohne Beschädigungen erhalten, einzig an den Rändern gibt es mehrere leichte Bestoßungen und der Kopf der Hegeso weist einige leichte Beschädigungen auf. Nur die Plinthe weist größere Zerstörungen auf.
Auf dem Architrav des Giebels ist eine Inschrift (IG I², 1079) in altgriechischer Sprache angebracht: ΗΓΗΣΩΠΡΟΞΕΝΟ – Hegeso [Frau oder Tochter des] Proxenos. Sollte die Inschrift wie allgemein angenommen für Hegeso als Tochter des Proxenos gedeutet werden, hat Hegeso, Tochter des Proxenos aus Acharnai, in die Familie des Grabbesitzers Koroibos eingeheiratet. Sowohl der voreuklidische Genitiv der Inschrift wie auch die Gestaltung der Buchstaben sprechen für eine Datierung an das Ende des 5. Jahrhunderts v. Chr. Das passt zur stilistischen Datierung des Reliefs. Somit kann man davon ausgehen, dass das Grabrelief der Hegeso als letztes der drei Grabdenkmäler des Grabbezirks im letzten Jahrzehnt, also zwischen 410 und 400 v. Chr. geschaffen und aufgestellt wurde. Etwa 20 Jahre zuvor begann erneut die schon in archaischer Zeit übliche Sitte, Gräber reich zu schmücken.
Das links neben der Palmettenstele des Grabbesitzers des Grabbezirk des Koroibos gefundene Relief wurde aus pentelischem Marmor gefertigt. Es wurde wie die beiden anderen Reliefs des Grabbezirkes bei den Ausgrabungen der Archäologischen Gesellschaft 1870 unter der Leitung von Athanasios S. Rhousopoulos in situ gefunden. Seit der ersten Aufstellung wurde der Verband, in dem die drei Grabdenkmale standen, wohl nicht mehr verändert. Die Grabstele hat eine Höhe von 1,56 Metern und eine Breite von 0,97 Meter. Das Original wird im Archäologischen Nationalmuseum in Athen (Inventarnummer 3624, Ausstellungsraum 18) ausgestellt. Im Gelände des Kerameikos steht heute eine moderne Kopie, die in die originale Kalksteinbasis eingelassen wurde. In der Basis ist links neben dem Relief noch Platz für ein marmornes Gefäß, das nicht erhalten ist, für das aber eine Einlassung in der Basis erhalten ist. Martha Weber geht davon aus, dass es sich bei dem fehlenden Gefäß um eine marmorne Lekythos handelt, die heute ebenfalls im Archäologischen Nationalmuseum aufbewahrt wird (Inventarnummer 1044). Eine Loutrophoros schließt sie zudem aus, da die Henkel nicht zum Abstand zur Palmettenstele passen würden. Zum Teil wird davon ausgegangen, dass an der Stelle ein Spendenbehälter stand.
Die Traurigkeit im Gesicht der Hegeso, die Anmut sowie die hervorragende Erhaltung machten das Relief nach der Auffindung noch im 19. Jahrhundert ungemein bekannt. Marcel Proust schrieb über das Relief in einer Form, die die Kenntnis seiner Leser vom Relief voraussetzte. Kostis Palamas schrieb eine persönliche Interpretation des Kunstwerkes in Versform, auch Vera Lachmann und Babits Mihály verfassten Gedichte auf das Grabrelief. Bis heute findet sich die Stele in vielen Kopien in weltweiten archäologischen Lehrsammlungen.